# Center for Basque Studies
El Center for Basque Studies (C.B.S.), en català Centre d'Estudis Bascos, també anomenat William A. Douglass Center for Basque Studies, és un centre d'estudis i recerca internacional de la Universitat de Nevada, de Reno, fundat l'any 1967, i dedicat a la investigació i publicació sobre temes bascos. A més de la recerca, s'imparteixen cursos d'euskera, i també cursos de primer cicle i estudis superiors sobre nombrosos temes relacionats amb la cultura basca. Es tracta del lloc més gran amb aquestes característiques situat fora del País Basc.
El centre acull a investigadors i organitza conferències internacionals per promoure la investigació, ofereix un doctorat i una llicenciatura, i publica una gran varietat de llibres.

## Història
L'any 1967 es va crear el Programa d'Estudis Bascos, el "Basque Studies Program", quan la Universitat de Nevada (Reno) va voler establir un departament acadèmic independent conegut com l'Institut d'Investigació del Desert, al "Desert Research Institute". El propòsit era estudiar als bascos basant-se en el fet que la població basco-americana constituïa una minoria notable en les seves contribucions al desenvolupament de l'Oest americà. El projecte va ser impulsat per tres reconeguts antropòlegs nord-americans, amb l'objectiu d'establir un programa d'estudis bascos, tenint en compte la seva contribució l'economia rural de Nevada. Robert Laxalt, al costat de William Douglass i Jon Bilbao, foren claus en la formació del programa. Fins a les hores cap universitat nord-americana comptava amb un programa d'estudis bascos. Preocupant-se de saber qui ocupava i utilitzava el territori del desert de Nevada, s'ocuparen de l'estudi dels indis, perquè des de sempre havien estat allà i dels bascos perquè havien creat la indústria de la pastura a la regió. Més tard els dos programes es van independitzar i van néixer el "Desert Studies Institute" i el "Basque Studies Program". La denominació de programa els permetia optar a la concessió de beques.
El 1967, el Desert Research Institute va contractar a William Douglass per organitzar el programa d'estudis i recerca. El 1968, el professor Jon Bilbao, un bibliògraf basc mundialment més conegut, va ingressar a la facultat i va iniciar la tasca de crear una biblioteca. Al mateix temps, Publicacions de la Universitat de Nevada creà les "Basque Book Series". També oferien classes de la llengua i cultura basques i unes curtes estades durant l'estiu al País Basc, cada 2 o 3 anys. A partir de 1968, Douglass i Bilbao van viatjar durant gairebé 5 anys per Sud-amèrica, Europa i l'Oest dels EUA fent un estudi de camp. Els resultats van aparèixer, el 1975, en el llibre Amerikanuak, Basques in the New World, que després va ser publicat en espanyol amb el títol Amerikanuak: Bascos en el Nou Món. A finals de la dècada de 1970 el programa havia crescut en estudiants, investigadors i vincles amb institucions basques. El 1972, el Basque Studies Program es va traslladar dels edificis del Desert Research Institute al campus de la Universitat de Nevada, a Reno. Des del Centre s'han editat importants publicacions, entre les quals destaca per exemple Eusko-Bibliographia, publicada per Jon Bilbao a Edicions Auñamendi de Sant Sebastià i el 1975 el clàssic Amerikanuak.

## Biblioteca
Jon Bilbao va dirigir la col·lecció de la biblioteca durant els primers anys, establirnt relacions amb diverses institucions d'Euskadi per tal de rebre totes les noves publicacions per part del programa. Va començar adquirint articles esgotats i va microfilmar els exemplars més antics i/o únics. Finalment, va adquirir fons no publicats com fotografies, cintes, cartes personals, diaris i objectes personals d'immigrants bascos.
Sota la direcció de Jon Bilbao, la col·lecció de la biblioteca basca va créixer a raó de 1.000 volums o articles per any. En aquesta època, rebia l'1% del pressupost de la biblioteca de la Universitat de Nevada per a l'adquisició de llibres. Actualment el Centre d'Estudis Bascos acull la Biblioteca Basca Jon Bilbao, amb una de les col·leccions més grans del món de materials relacionats amb el basc, amb més de 55.000 volums, i 1.500 publicacions disponibles, principalment, a través d'Internet, més de 100 fons d'arxiu, 25.000 fotografies, i molts altres documents.

## Direcció
William Douglass, a més de fundador, va esdevenir el primer director del centre, fins a l'any 2000, en que fou nomenat per al càrrec Joseba Zulaika. Durant els anys 2006 i 2007 la direcció recaigué en mans de Gloria Pilar Totoricagüena Egurrola. Actualment, el director és Xabier Irujo.

## Reconeixements
L'any 2017 va rebre el "Premi ENE 2017" (Euskararen Nazioarteko Eguna/Dia Internacional de l'Euskera) per part d'Eusko Ikaskuntza.